# Manel Comas
Manel Comas Hortet (Tiana, Barcelona, 29 de noviembre de 1945 - ibíd., 17 de junio de 2013) fue un entrenador de baloncesto español. 

## Biografía
Comas desarrolló una larga carrera como entrenador desde finales de los años 70, dirigiendo a once equipos diferentes de la Liga ACB española. Sus mayores éxitos deportivos los logró al frente del Club Joventut de Badalona, al que dirigió en dos etapas diferentes, al frente del CAI Zaragoza, al que también dirigió en dos periodos, y en el banquillo del Taugrés Vitoria. Con el conjunto vitoriano logró una Recopa de Europa y una Copa del Rey de Baloncesto. Con el Joventut de Badalona conquistó la Copa Korac de 1981. Además del baloncesto también hizo algunas participaciones en pruebas de rally con diferentes vehículos como un Abarth 1000 o un Mini Cooper. Llegó a participar en el Rally Costa del Sol con un Iso Griffo.
Manel Comas completó su faceta de entrenador ejerciendo como comentarista de baloncesto en diversos medios de comunicación. Además, Comas es autor de la obra "Baloncesto, más que un juego", una colección de libros en 20 volúmenes, en los que explica todos los entresijos del deporte de la canasta.
Es el tercer entrenador con más partidos en la Liga ACB, con 745, tan solo por detrás de Aito García Reneses y de Pedro Martínez.

El 22 de enero de 2012 Manel Comas anunció que padecía cáncer de pulmón y que se retiraba momentáneamente de las retransmisiones de la Liga ACB en Teledeporte. Para la temporada 2012-13 Manel Comas volvió a estar presente en las retransmisiones de la ACB de Televisión Española, una vez superado el cáncer que padecía. Falleció el 17 de junio de 2013, a los 67 años de edad, de esta misma enfermedad.

## Trayectoria como entrenador
- Basquet Badalona
- Cotonificio Badalona: 1977-1979. Segundo entrenador, ayudante de Aíto García Reneses
- Mollet Sedimar: 1979-1980
- Club Joventut de Badalona: 1980-1981
- Licor 43 Santa Coloma: 1983-1985
- CAI Zaragoza: 1985-1987
- Cacaolat Granollers: 1987-1990
- CAI Zaragoza: 1990-1992
- Cáceres C.B.: 1992-1993
- Taugrés Vitoria: 1993-1997
- FC Barcelona: 1997
- Cáceres C.B.: 1997-1998
- Bàsquet Manresa: 1999-2000
- Club Joventut de Badalona: 2000-2003
- Fórum Valladolid: 2003-2004
- CB Murcia: 2006
- CB Sevilla Caja San Fernando: 2006-2007
- CB Sevilla Cajasol: 2008

## Palmarés

### Títulos internacionales de club
- 1 Recopa de Europa de Baloncesto: 1995-1996, con el Taugres Vitoria.
- 1 Copa Korac: 1980-1981, con el Club Joventut de Badalona.

### Títulos nacionales de club
- 1 Copa del Rey de Baloncesto: 1994-1995, con el Taugres Vitoria.